# Conseil israélien américain
Pour les articles homonymes, voir IAC.
 (mars 2016).
Le contenu est difficilement compréhensible vu les erreurs de traduction, qui sont peut-être dues à l'utilisation d'un logiciel de traduction automatique.
Le Conseil Israélien Américain (en Anglais, Israeli American Council en hébreu: ארגון הקהילה הישראלית-אמריקאית ) est une organisation américaine qui a pour mission «de construire et d'entretenir une communauté israélo-américaine unie pour les prochaines générations et d'encourager leur soutien à l'État d'Israël."

## Vue d'ensemble
Le Conseil américano-israélien (IAC), d'abord connu sous le nom du Conseil de direction israélienne (ILC), est fondée à Los Angeles en 2007 pour organiser la communauté israélo-américaine. Un groupe de leaders de la communauté israélo-américaine se réunit pour former le premier conseil d'administration de l'organisation, qui est ensuite appelée (ILC) Israeli Leadership Council.
Le groupe original travaille sur trois piliers clés pour l'avenir de l'organisation : renforcer les futures générations d'Américains d'Israéliens, ainsi que le soutien de la communauté juive américaine à l'Etat d'Israël. La croissance rapide de l'organisation fait que l'IAC est rapidement reconnue comme la plus grande organisation américano-israélienne aux Etats-Unis.
En 2013, l'organisation change son ancien nom, et adopte son nom actuel Conseil Israélien Américain (IAC).En 2014, le CCI tient sa première conférence nationale à Washington DC. En 2015, le CCI renforce sa présence et met en place sept bureaux dans différentes parties du territoire national des États-Unis : son quartier général est situé dans la ville de Los Angeles, mais elle possède aussi des bureaux régionaux à New York, Washington, Miami, Boston et New Jersey.

## Objectifs
L'IAC définit ses objectifs comme suit :
- "Se connecter avec la prochaine génération de la communauté, avec son identité juive, la langue hébraïque, et l'Etat d'Israël."
- "Servir comme une ressource pour les initiatives professionnelles et financières pour soutenir le développement d'une communauté israélo-américaine unifiée et active, avec des liens étroits avec l'Etat d'Israël, maintenant et dans l'avenir."
- "Le renforcement des relations entre la communauté américano-israélienne et la communauté juive américaine."
- "Construire des ponts entre israéliens, communauté juive américaine et américaine aux États-Unis."
- "Soutenir une culture de la générosité, l'altruisme, l'activisme, créer une connexion avec Israël à un niveau personnel, avec le soutien et la participation de toute la communauté."

## Histoire

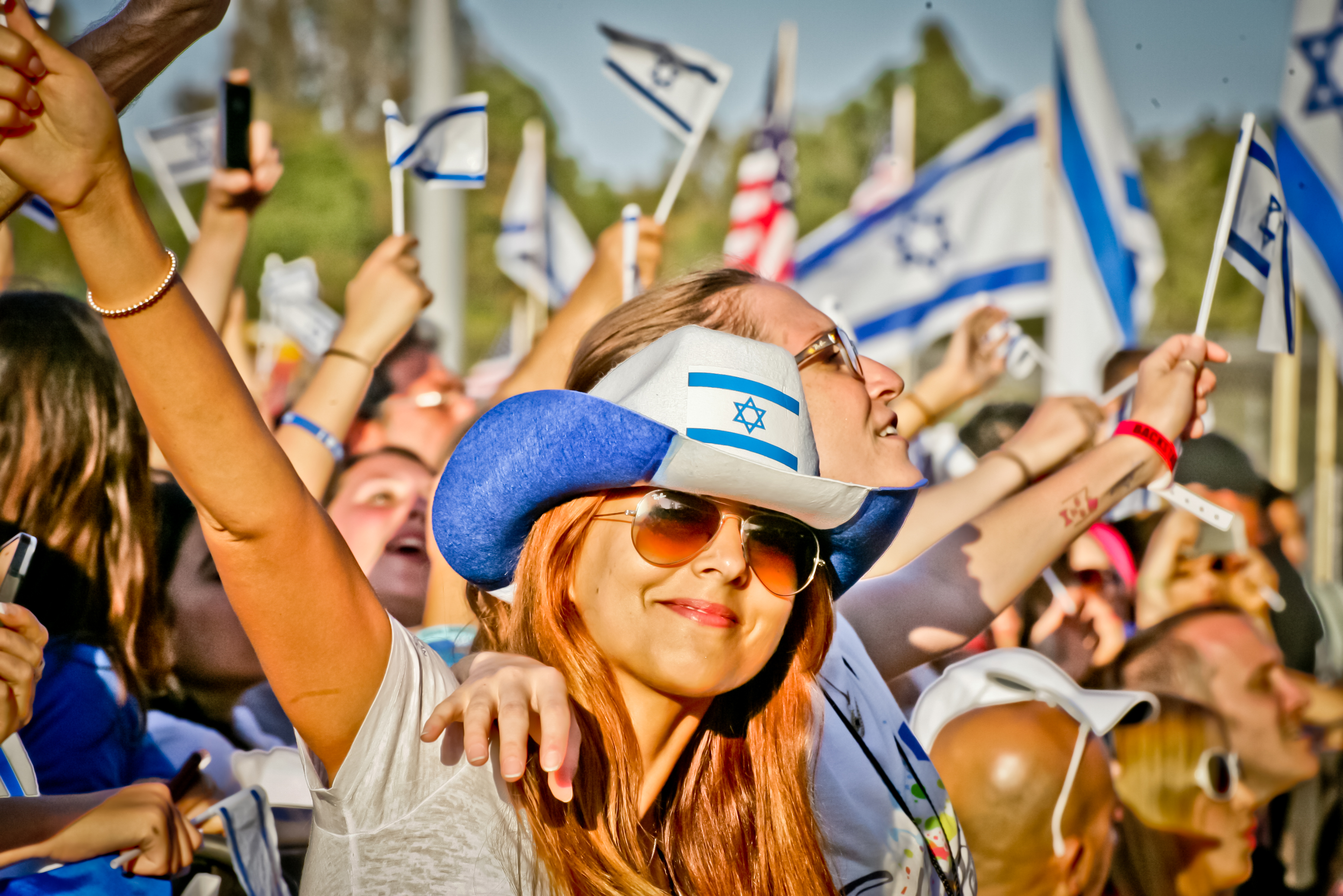
Celebrate Israel Festival, Los Angeles, 2013.

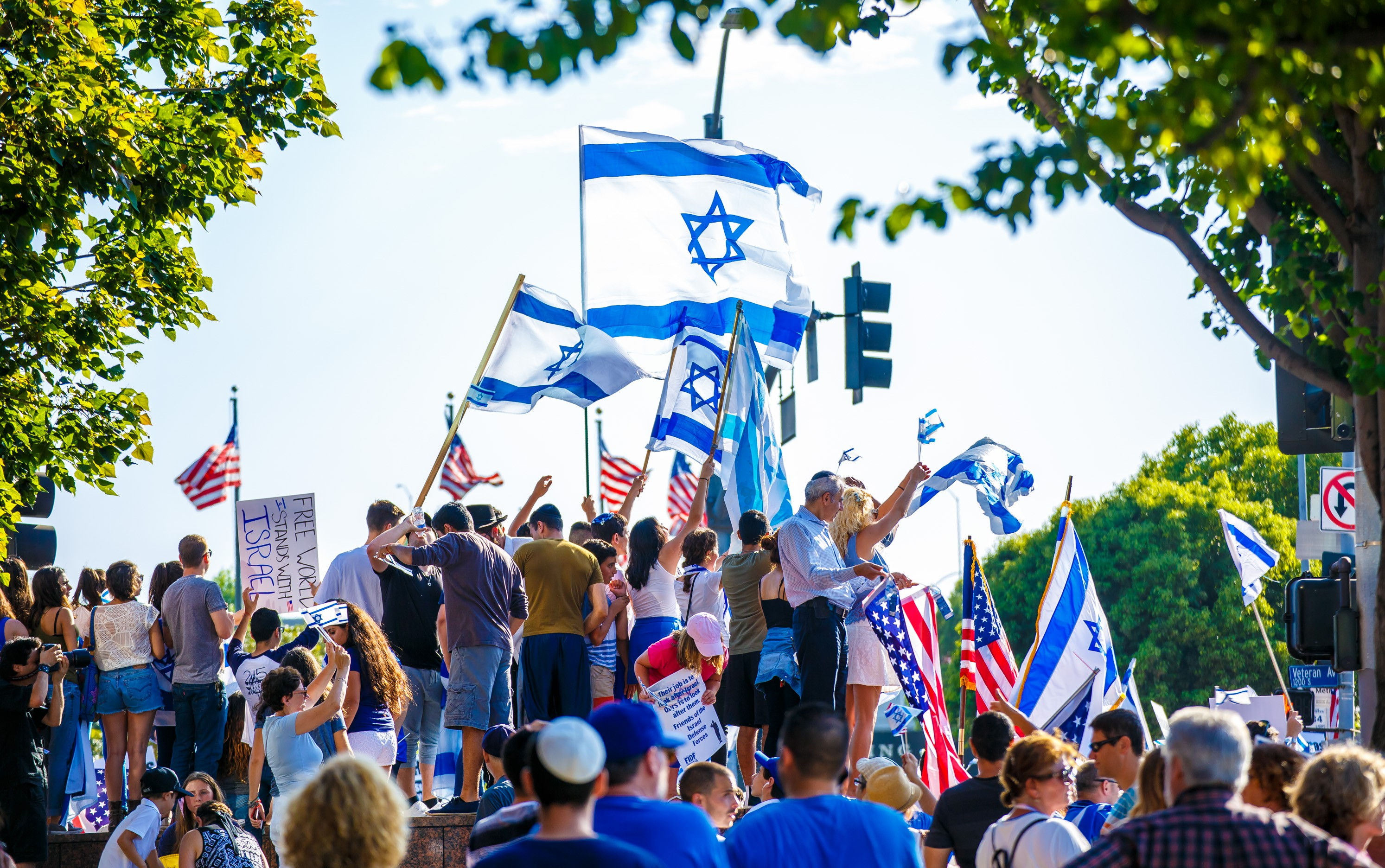
Manifestation pro-israélienne, Los Angeles, 2014.

### 2006
À l'été 2006, au cours de la Seconde Guerre du Liban, le consulat d'Israël à Los Angeles a organisé une manifestation pro-israélienne. Alors que la communauté et ses dirigeants, ainsi que des centaines de membres de la communauté ont assisté à l'événement, seule une poignée d'Américains israéliens participent. Les organisateurs ont été déçus de voir le faible taux de participation de plus de 200.000 israéliens Américains qui vivaient dans cette région, étant donné que les Israéliens Américains suivaient de près les événements qui ont eu lieu ensuite en Israël, et certains d'entre eux-mêmes menaient des initiatives de soutien. En tant que communauté, ils ne sont pas organisés ou affiliés à toute institution qui a pu se joindre à eux et de les conduire.
Reconnaissant le potentiel de cette communauté est pas utilisé, le consul d'Israël à Los Angeles était à l'époque, Ehud Danoch, a rencontré deux anciens combattants locaux amérique israélo-communauté, Danny Alpert et Eli Marmour. Danny a préparé une réunion préliminaire à la maison avec les membres actifs de la communauté Adam Milstein, Eli Tène, Steve Erdman, Naty Saidoff, Marmour et Eli Shoham Nicolet. Ils ont fondé le Conseil Israélien Leadership, en anglais: Leadership Israeli Council (ILC), afin de construire une communauté pour renforcer israélo-américaine dans la prochaine génération de la communauté juive américaine, et le soutien de l'État d'Israël.

### 2007
En juillet 2007, environ 80 leaders communautaires et des hommes et femmes d'affaires Américains-Israéliens réunis à l'Hôtel Hilton à Beverly Hills pour assister à un déjeuner organisé par la ILC à cet événement participent le maire de Los Angeles et le Consulat général d'Israël. Diriger la ILC ont été membres du conseil fondateur: Adam Milstein, Steve Erdman, Eli Marmour, Naty Saidoff Shawn Evenhaim, Yossi Rabinovitz et Nissan Pardo. Ils ont été nommés Danny Alpert et Eli Tène en tant que co-présidents du conseil d'administration. Shoham Nicolet a été membre fondateur et directeur exécutif.

### 2008
En 2008, la ILC avait attiré de nombreux dirigeants communautaires et des hommes d'affaires de la communauté, y compris Beny ont été Alagi, Leo David et Haim Saban, qui est devenu les gens qui jouent un rôle clé en soutenant la ILC. Life for Sderot, Français: Vie pour Sdérot, a été le premier initiative ILC importante, ce projet a bénéficié de la population dans le sud d'Israël, qui était sous le feu en raison d'attaques de roquettes constants. 
Dans un effort conjoint avec le consulat israélien, la ILC a réuni 1.800 agents, y compris les dirigeants communautaires, les célébrités d'Hollywood et des personnalités publiques. Les candidats à la présidence des États-Unis en 2008, Barack Hussein Obama, Hillary Rodham Clinton et John McCain, a envoyé son soutien par le biais des messages vidéo. Les économies qui sont amenés ensemble à cet événement, ont aidé à apporter des technologies éducatives dans les écoles de la ville de Sderot. Ce fut la première fois que les résidents israéliens-américains aux États-Unis ont mené un événement de charité ensemble pour réaliser des économies grâce à un événement communautaire dirigé vers l'ensemble de la communauté juive de Los Angeles.
En 2008, la Coalition a lancé le projet intitulé Tzav 8, ce qui rend l'utilisation des nouvelles technologies pour mobiliser des milliers de membres de la communauté pour soutenir publiquement Israël. Cet effort a abouti à une manifestation de plus de 6.000 personnes en face de l'édifice fédéral Wilshire. Depuis lors, l'organisation a utilisé le code d'avertissement Tzav 8, lorsque des crises graves ont eu lieu en Israël.

### 2009
En 2009, la ILC a tenu son premier dîner de gala annuel. Des centaines d'Américains israéliens se sont réunis pour la première fois pour assister à un événement de collecte de fonds de charité, afin de contribuer à leur communauté. Le deuxième dîner de gala annuel, et chaque année depuis, le président israélien, le Premier ministre et d'autres responsables du gouvernement israélien ont envoyé des messages de soutien à l'organisation et la communauté. Au cours des deux années suivantes, la ILC a commencé à soutenir un certain nombre d'organisations, une de ces organisations Tzofim, les scouts israéliens, avec l'aide et le soutien de la communauté. Aujourd'hui, l'association prend en charge plus de 50 organismes sans but lucratif aux États-Unis. La ILC a également développé de nouveaux programmes.

### 2010
En 2010, il fonde la ILC BINA, une association de jeunes Américains professionnels juifs, et en 2011, la ILC a lancé son premier programme national appelé Be Sifriyat Pijama Be America, un programme pour apprendre à lire hébreu pour les enfants entre 2 et 8 ans, livré gratuitement chaque mois dans les livres en hébreu pour les enfants de milliers de familles américaines résidents israéliens aux États-Unis.

### 2011
En Septembre 2011, la ILC a recruté son premier directeur à temps plein, Balasha Sagi, qui a aidé à diriger l'organisation dans une période de croissance rapide et l'expansion. En Novembre 2011, l'initiative volontaire ILC appelé soins a été lancé avec un concert qui a réuni 6 000 personnes à Universal Studios Hollywood.

### 2012
En Avril 2012, la ILC a commencé Celebrate Israel Festival, un festival qui célèbre Yom Haʿatzmaout le Jour de l'Indépendance de l'Etat d'Israël, cet événement a été le suivi par environ 15.000 personnes à Los Angeles. En mai 2012, Shawn Evenhaim a été nommé nouveau président du conseil d'administration, ce qui entraîne la croissance rapide de l'organisation dans les années à venir, ainsi que le chef de la direction et le conseil d'administration Sagi Balasha. Entre l'été 2011 et l'été 2012, plus de 30.000 personnes ont participé aux programmes de la ILC et ses événements.

### 2013
Au milieu de l'année 2013, l'organisation presque doubler ses activités, avec plus de 50.000 participants. En conséquence, les programmes supplémentaires ont été élaborés et les programmes existants sont devenus plus fort pour répondre aux besoins changeants de la communauté.

### 2014
En Octobre de 2014, Adam Milstein est devenu le nouveau président national du Conseil israélo-américain (IAC), et Shoham Nicolet revint à exercer le poste de chef de la direction.

## Croissance nationale

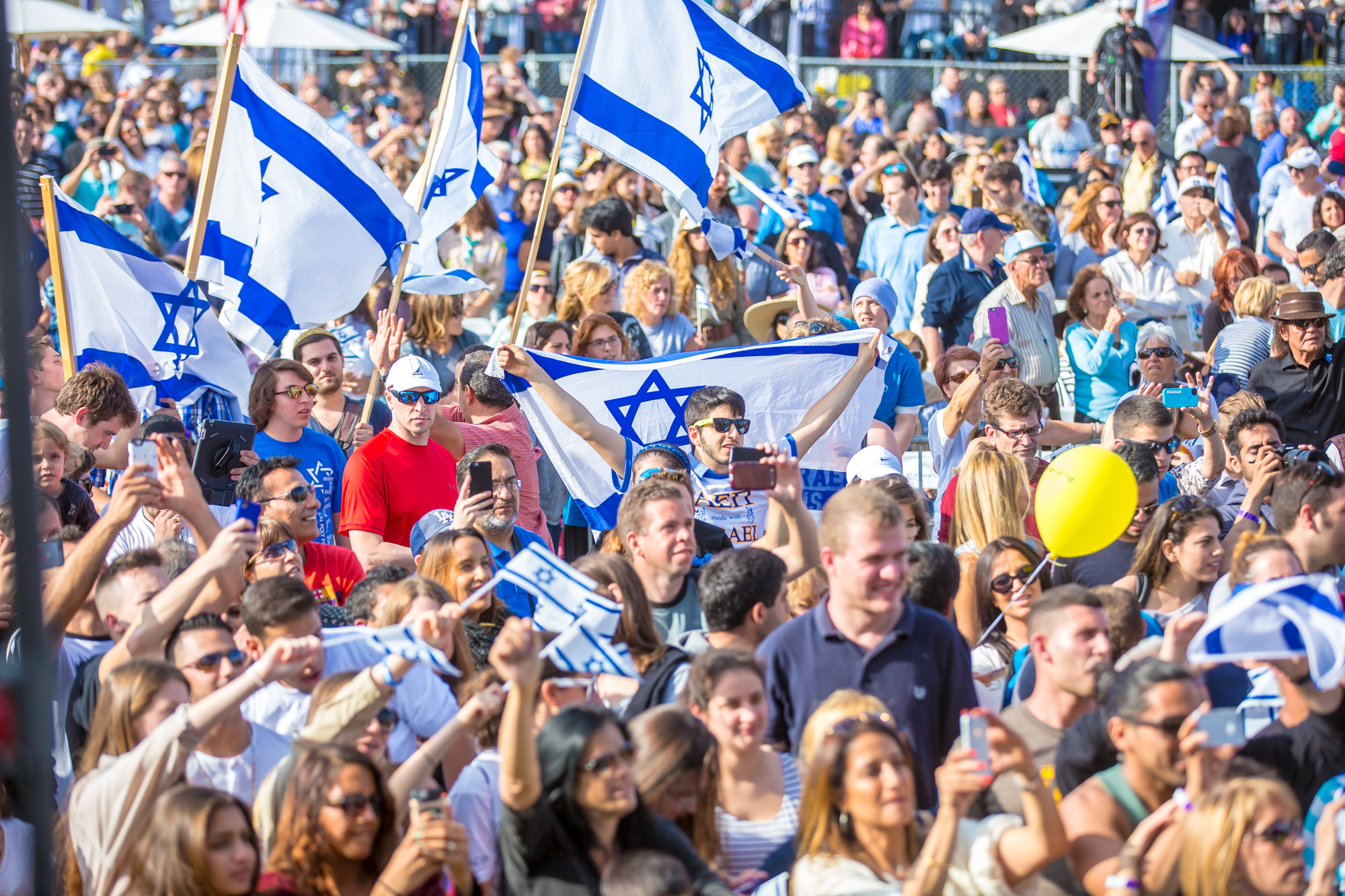
Celebrate Israel Festival, Miami, 2015.

En 2013, l'organisation elle-même rebaptisé Conseil Israélien-Américain (IAC). Le nouveau nom a été annoncé lors du dîner annuel de gala, qui a eu lieu en Mars 2013. Au cours du gala, philanthrope et pro-israéliens militants, tels que le mariage de Miriam et Sheldon Adelson Adelson est engagée à fournir les ressources nécessaires pour permettre à l'IAC de devenir une association nationale. En Septembre 2013, le plan d'expansion nationale de l'IAC a été lancé, en fournissant un modèle pour atteindre plus de 600.000 israéliens Américains vivant aux États-Unis.
En Novembre 2014, le IAC a tenu sa première conférence nationale à Washington DC, l'événement a réuni plus de 750 dirigeants communautaires de 23 pays. Le programme de la conférence a comporté plusieurs dirigeants politiques des États-Unis et l'Etat d'Israël, un philanthrope, et plusieurs voix de premier plan dans le monde des affaires, ainsi que des membres de la communauté américano-israélien.
En 2015, le IAC a été créé sept bureaux régionaux: Los Angeles est le siège national, les bureaux régionaux sont dans le IAC New York, Washington DC, Las Vegas, Miami, Boston et New Jersey. Le conseil national de l'IAC a augmenté, en ajoutant des représentants de différentes régions, y compris; Avi Almozlino (Boston), Rachel Davidson (New York), Yohanan Lowie (Las Vegas), Rani Ben David (Floride) et Arie Gilly (Washington DC). Avec un personnel de 70 membres professionnels et un budget annuel de 17 millions de dollars et demi, l'organisation a été au service de 200.000 participants avec un large éventail de programmes et d'événements.
Le IAC prévoit d'ouvrir des bureaux plus régionaux pour répondre aux besoins croissants de la communauté. Les membres de la communauté israélo-américaine se situent entre un demi-million et quelque 800.000 personnes qui résident actuellement sur le territoire des États-Unis.

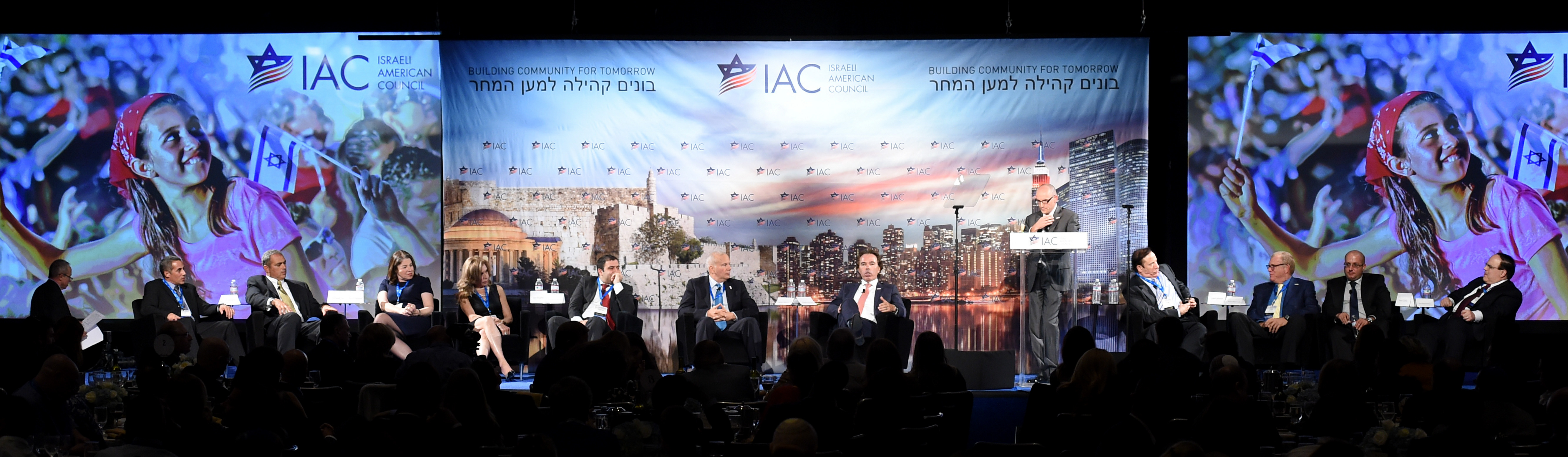
Première conférence nationale du IAC (Novembre 2014)